# Jacques Santer

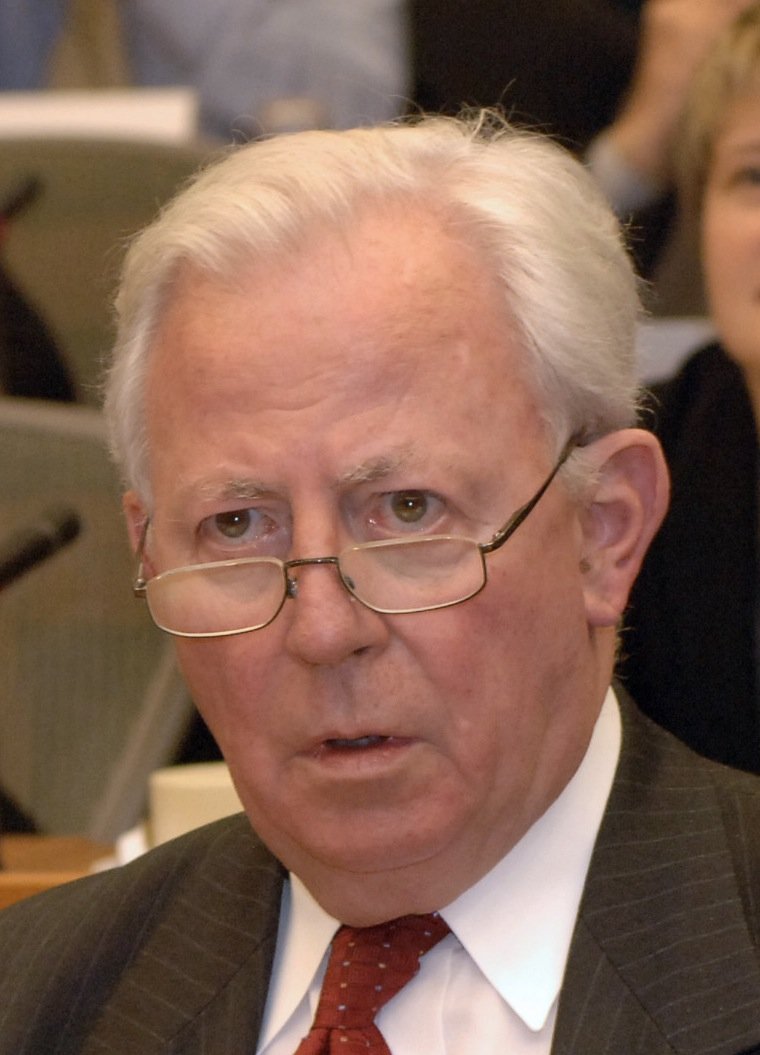
Jacques Santer, 2006.

Jacques Santer, född 18 maj 1937 i Wasserbillig i Luxemburg, är en kristdemokratisk politiker som var Luxemburgs premiärminister 1984-1995 och Europeiska kommissionens ordförande 1995–1999. Han är medlem i Kristsociala folkpartiet (CSV) som ingår i Europaparlamentets konservativa grupp EPP-ED och är till yrket advokat.
Santer var finans-, arbetsmarknads- och socialminister från 1979 och premiär- och finansminister från 1984. Han efterträddes av Jean-Claude Juncker som finansminister 1989 och som premiärminister 1995. Trots att Juncker och Santer tillhörde samma parti och under flera år arbetade nära varandra var deras förhållande kyligt.
Santer valdes 1995 till Europeiska kommissionens ordförande som en kompromiss sedan Storbritanniens premiärminister John Major lagt in sitt veto mot Jean-Luc Dehaene som hade stöd från övriga medlemsstater. Under Santer-kommissionen framförhandlades Amsterdamfördraget 1997 och den Ekonomiska och monetära unionen inrättades 1 januari 1999. Den 15 mars 1999 tvingades han att avgå sedan det uppdagats oegentligheter inom kommissionen och en interimkommission under Manuel Marín, Marín-kommissionen, tillträdde och verkade fram till att Prodi-kommissionen var på plats i november samma år.
Santer var ledamot av Europaparlamentet 1975-1979 samt återigen mellan 1999 och 2004. Han var även guvernör i Världsbanken 1984-1989 och i Internationella valutafonden 1991-1994.